# Kościół Wniebowzięcia Najświętszej Maryi Panny w Ślęzakach
Kościół Wniebowzięcia Najświętszej Maryi Panny w Ślęzakach – rzymskokatolicki kościół parafialny zlokalizowany we wsi Ślęzaki w powiecie tarnobrzeskim (województwo podkarpackie). Funkcjonuje przy nim parafia Wniebowzięcia Najświętszej Maryi Panny.

## Historia

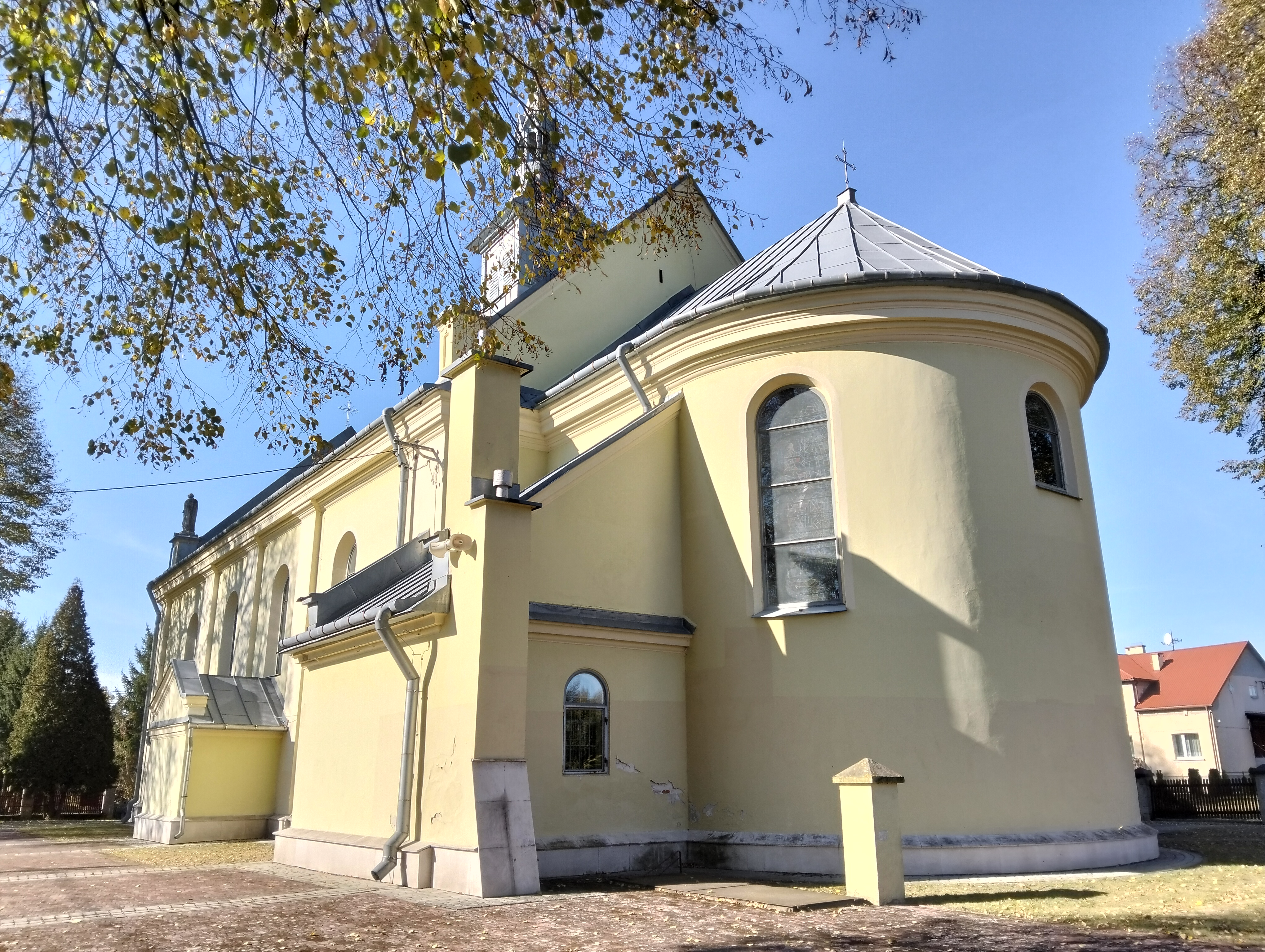
Widok od prezbiterium

W drugiej połowie XIX wieku wieś należała do parafii w Miechocinie. Proboszcz Józef Sobczyński otrzymał pismem z dnia 7 kwietnia 1870 zalecenie z kurii przemyskiej, aby wznieść w Ślęzakach kościół i mieszkanie dla księdza. Fundusze na ten cel ofiarowała (oprócz parafian) baronówna Eugenia Beust (córka Emila barona Beust), kanoniczka praskiego Instytutu Panien, a jednocześnie córka właścicieli majątku w Chmielowie. Kwestując na świątynię uzyskała m.in. audiencję u papieża Piusa IX, który ofiarował kielich dla planowanego kościoła. W skład komitetu budowy wszedł m.in. starosta tarnobrzeski, Stanisław Jakubowicz. 18 maja 1873 wmurowano poświęcony kamień węgielny. Budowę obiektu na parceli nabytej od Adama Żurawia ukończono w 1875 (kościół był ekspozyturą parafii miechocińskiej). Parafię erygowano 26 lutego 1924 (biskup diecezjalny przemyski Anatol Nowak).
Budowla została wzniesiona w latach 1873-1875. Projektantem był Zbyszewski, a kierownikiem budowy Teodor Cukrowski z Radomyśla Wielkiego. Ciesielką zajmowali się majstrowie Wojciech i Józef Dudzińscy, natomiast snycerką i stolarką Henryk Jargosz z Padwi Narodowej. Kamienne rzeźby świętych Piotra i Pawła wykonał Franciszek Stilger, malarz z Mokrzyszowa. Poświęcenie nastąpiło 17 października 1875, a konsekracja 1884 (biskup pomocniczy przemyski Ignacy Łobos). W 1926 rozbudowano ołtarz o dwie nisze z drewnianymi rzeźbami świętych. Od 1994 obiekt remontowano, m.in. przeprowadzono restaurację ołtarza, organów, dachu i wieży.
W 1926 do ołtarza głównego dobudowano dwie nisze z figurami świętych: Stanisława Kostki i Kazimierza. Wiosną 1937 Stanisław Szmuc z Łańcuta i Tadeusz Kwaśniewski ze Lwowa wykonali polichromię wewnętrzną, za co zapłaciła lokalna Polonia amerykańska.
W 1952 stare organy sprzedano do Stalowej Woli, a w ich miejsce zakupiono ośmiogłosowy instrument z Chmielowa. Poświęcono je 22 grudnia 1952 (rozbudowano je o trzy głosy w 1978). W latach 1994–1999 wykonano nagłośnienie i ogrzewanie, a od 2000 do 2003 przeprowadzono kapitalny remont organów i złoceń. W latach 2009–2010 położono nowy dach i wykonano nową sygnaturkę.

## Architektura
Klasycystyczny kościół ma formę jednonawowej bazyliki (długiej na 28 metrów), krytej płaskim, kasetonowym stropem ze złoconymi rozetami w poszczególnych polach. Wyposażenie wnętrza jest dwudziestowieczne.
W prezbiterium położona jest posadzka wykonana z marmuru szlifowanego w kostkę. Pochodzi on z komnat zamku w Baranowie Sandomierskim. W 1913 pokrycie dachu gontem zastąpiono blachą (majster blacharski z Tarnobrzega, Jan Dekutowski).
Oprócz kielicha papieskiego na wyposażenie kościoła składa się też srebrny kielich ofiarowany przez hrabiego Antoniego Schafgotscha (posiadacza Chmielowa). Jego żona, Katarzyna, ufundowała malowane na płótnie stacje drogi krzyżowej. Obraz św. Józefa podarował proboszcz z Miechocina, ksiądz Sobczyński, a monstrancję oraz chorągiew, Jan Stawowy.
22 kwietnia 1991 zespół kościelny w granicach istniejącego ogrodzenia wpisany został do rejestru zabytków (nr A-427, dla województwa podkarpackiego A-534). Wcześniej, 10 czerwca 1988, najstarsza część miejscowego cmentarza z kaplicą została wpisana do tego rejestru pod numerem A-322 (podkarpacki nr A-654).

## Galeria (nowy kościół)

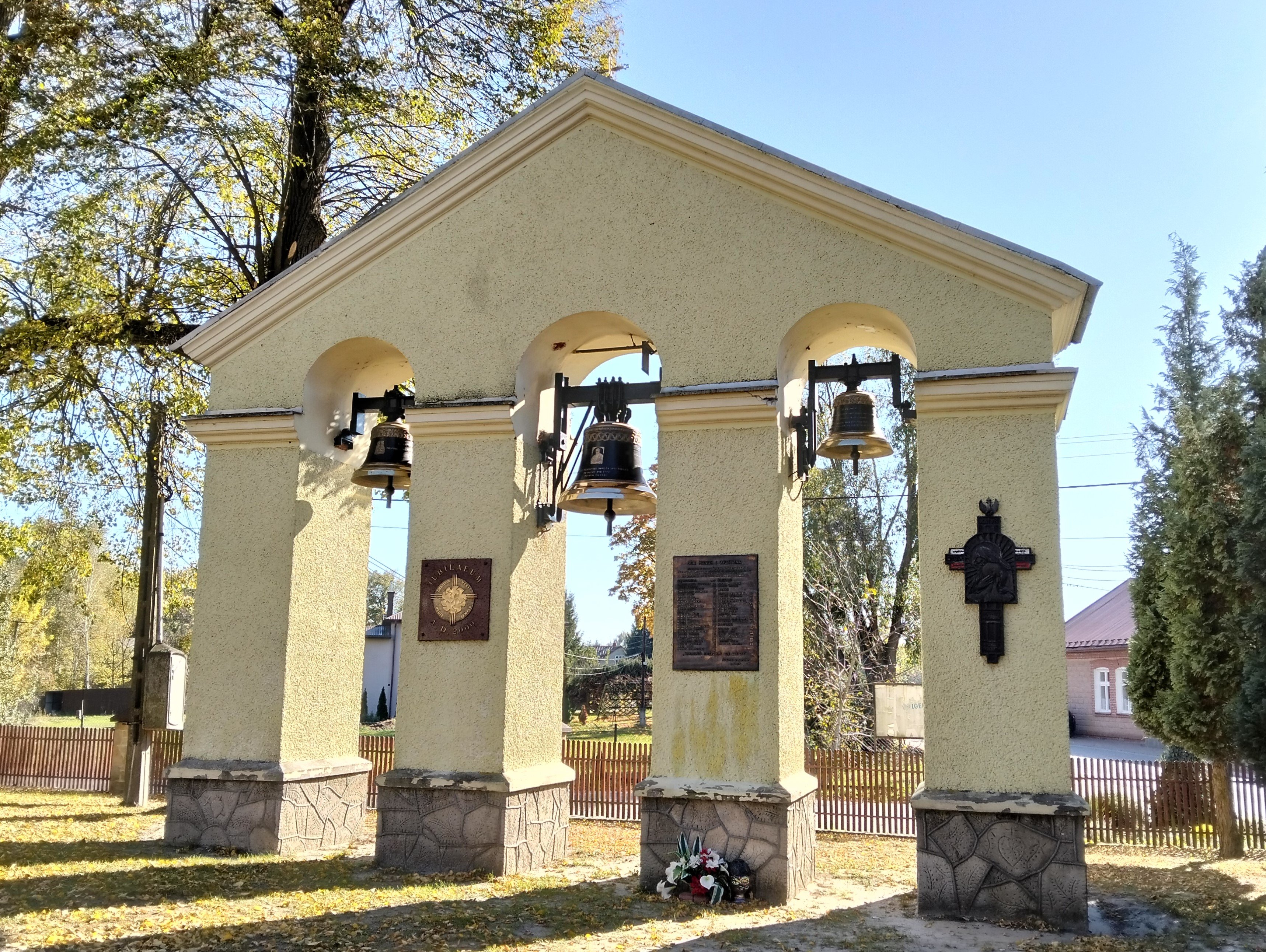
Dzwonnica parawanowa
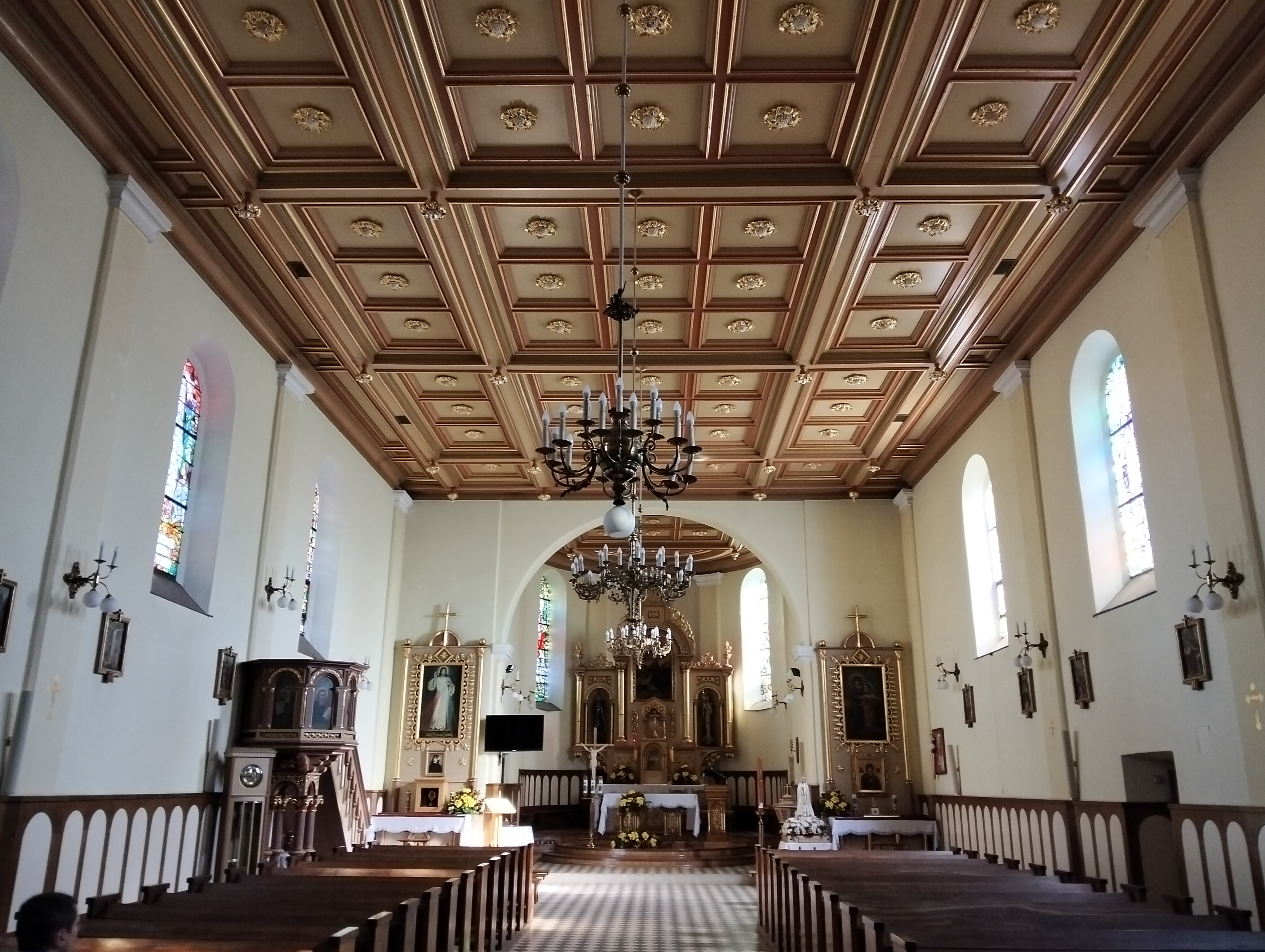
Wnętrze
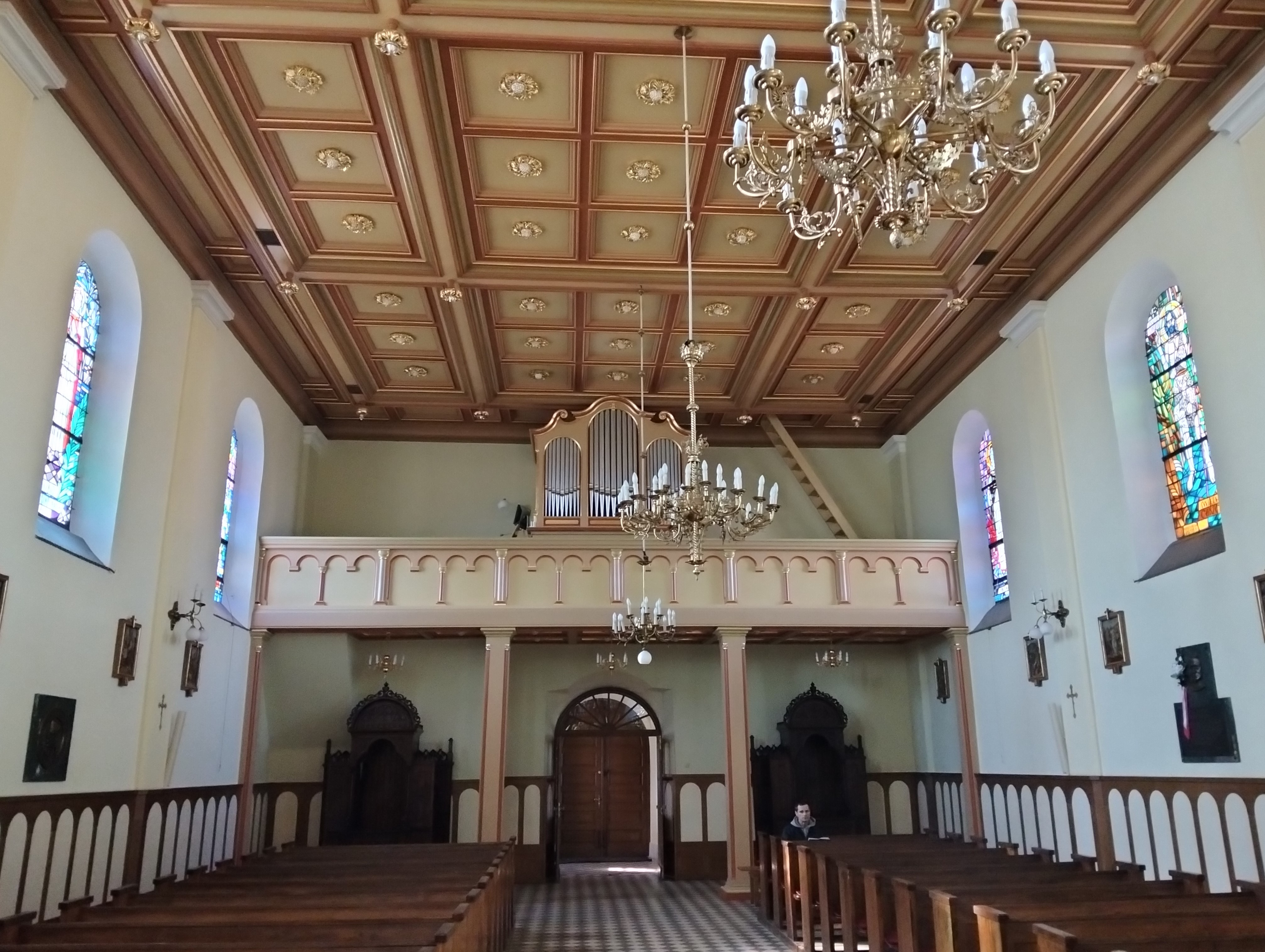
Chór